# Psidium guajava
Psidium guajava (L., 1753), comunemente noto come guaiava, guava o guayaba, è un piccolo albero appartenente alla famiglia delle Myrtaceae, originario delle Americhe e diffusamente coltivato nelle zone tropicali per il valore commerciale dei suoi frutti.

## Descrizione
È un albero sempreverde alto tra i 2 e i 7 metri; ha tronco diritto e ramificato. La corteccia è grigia con macchie marroni.
Le foglie sono semplici, di colore verde chiaro in quanto ricoperte di una fine peluria, possono raggiungere i 15 cm di lunghezza. 

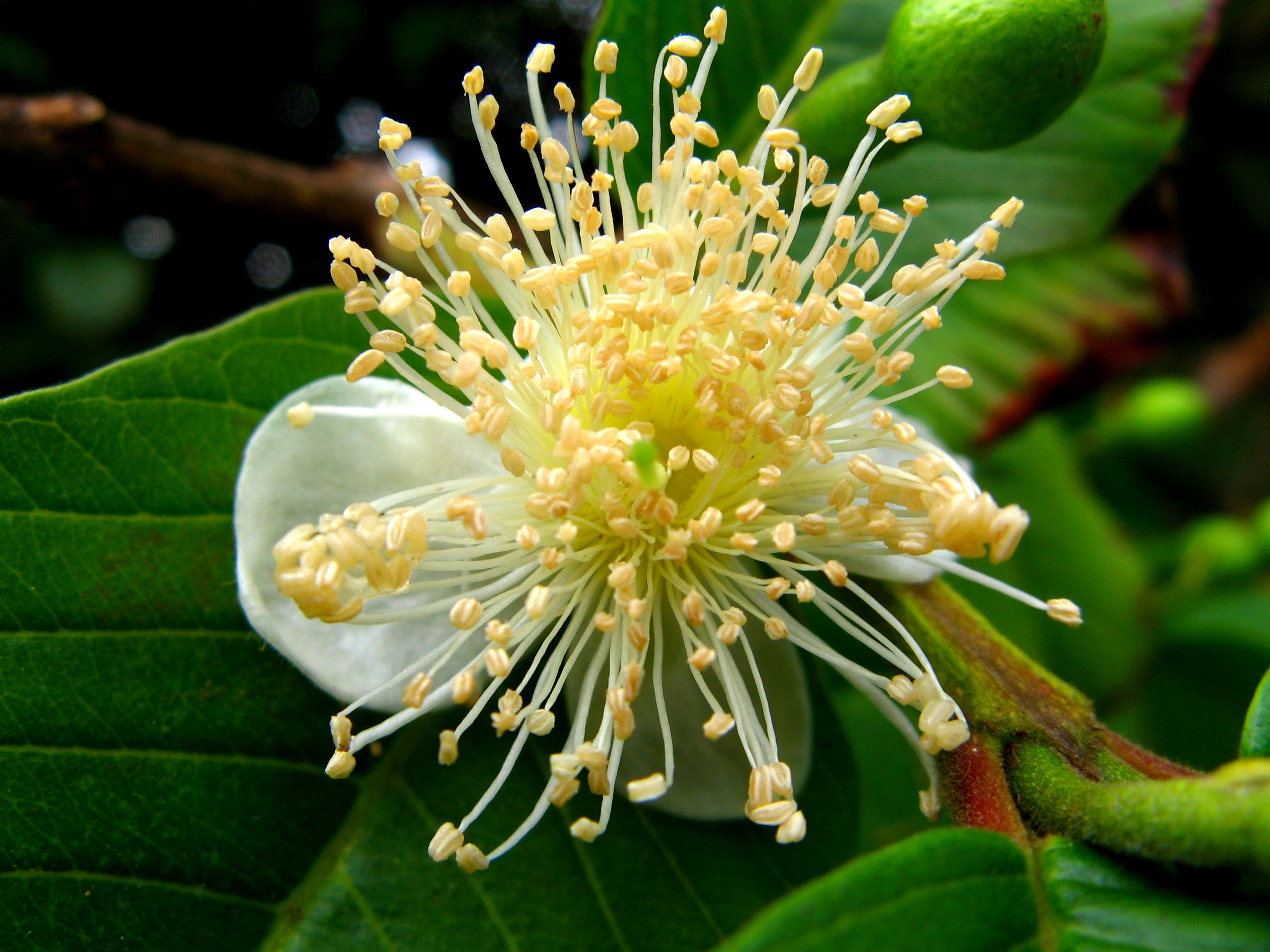
fiori

I fiori sono bianchi, grandi, profumati, solitari o raggruppati in piccoli grappoli .
Hanno 4 o 5 sepali verdi verso l'esterno e bianchi all'interno e 4-5 petali bianchi. Gli stami sono numerosi. L'impollinazione è entomogama.
Il frutto è una bacca di forma variabile (sferica, ellittica, piriforme), di colore giallo o verde-giallo, liscio o rugoso, con polpa bianca o bianco-gialla o rosa o rossa, dal sapore dolce, agrodolce o acido, con numerosi semi, piccoli e bianchi. Il peso varia tra 130 e 800 g (mediamente 390 g).

## Storia
Il luogo di origine della guava non è certo, ma si ritiene compreso tra il Messico meridionale e l'America Centrale. È stata poi diffusa dall'uomo, dagli uccelli e da altri animali in tutte le aree temperato-calde dell'America tropicale e nelle Indie Occidentali (dal XVI secolo).
La guava era già nota agli Aztechi, che la chiamavano xalxocotl ("prugna di sabbia"); in tempi successivi le prime notizie storiche si hanno all'inizio del Cinquecento grazie a Hernenz de Oviedo. La guava al giorno d'oggi viene coltivata prevalentemente nei paesi arabi e nelle Filippine.

## Varietà
Ci sono più di 150 cultivar, tra le quali:
- Brazilian guava
- Guisaro (Psidium guinense Sw.)
- Cattley Guava
- Strawberry Guava (Psidium cattleianum Sabine)
- Costa Rican Guava (Psidium friedrichsthalianum Ndz.)
- Para Guava (Psidium acutangulum DC.)
- Rumberry
- Guavaberry (Myrciaria floribunda Berg.)

## Produzione
La pianta cresce in ambienti subtropicali e temperato-caldi (area di coltivazione del limone), purché la temperatura non scenda sotto lo zero. La maturazione dei frutti è scalare sia sulla pianta che tra piante diverse (in Sicilia va dalla fine di ottobre fino a metà dicembre).
Nei luoghi di origine è soggetta a diversi parassiti, ma controllabili.

## Usi

### Per l'alimentazione
I frutti possono essere consumati sia freschi che trasformati in succhi, nettari, confetture. Un guava apporta in media 150 calorie.
Viene utilizzato per la preparazione della goiabada, dessert popolare nelle regioni di lingua portoghese.

### Per la salute
| Guava crudo (valore nutritivo per 100g) |                            |                     |                     |
| acqua: 86,1 g                           | ceneri totali: 600 mg      | fibre: 5,4 g        | energia: 84 kJ      |
| glucidi: 9,54 g                         | zuccheri semplici: 11,88 g | proteine: 820 mg    | lipidi: 600 mg      |
| oligoelementi                           |                            |                     |                     |
| potassio: 284 mg                        | fosforo: 25 mg             | magnesio: 10 mg     | calcio: 20 mg       |
| ferro: 310 µg                           | rame: 103 µg               | zinco: 230 µg       | sodio: 3 mg         |
| manganese: 144 µg                       | selenio: 0,6 µg            |                     |                     |
| vitamine                                |                            |                     |                     |
| vitamina C: 183,5 mg                    | vitamina B1: 50 µg         | vitamina B2: 50 µg  | vitamina B3: 1,2 mg |
| vitamina B5: 150 µg                     | vitamina B6: 143 µg        | vitamina B9: 14 µg  | vitamina B12: 0 µg  |
| vitamina A: 792 UI                      | vitamina E: 1,12 mg ATE    |                     |                     |
| acidi grassi                            |                            |                     |                     |
| saturi: 172 mg                          | monoinsaturi: 55 mg        | polinsaturi: 253 mg | colesterolo: 0 mg   |

### Per la cosmesi
La sua essenza è recentemente utilizzata per la profumeria.